# ROCKとALOHA
『ROCKとALOHA』（ロックとアロハ）は、aikoの11作目のライブビデオ。2016年5月3日にポニーキャニオンよりBlu-ray DiscとDVDで発売された。

## 概要
本作は2枚組で、Disc1には2015年に行ったライブハウスツアー「Love Like Rock vol.7」よりZEPP TOKYO公演の模様を、Disc2には同年8月30日に神奈川・サザンビーチちがさきにて行われた3年ぶりとなるフリーライブ「Love Like Aloha vol.5」の模様を収録している。

## 収録曲

### Disc1「Love Like Rock vol.7」
1. 雨は止む
2. 染まる夢
3. 陽と陰
4. ボーイフレンド
5. すべての夜
6. 透明ドロップ
7. エナジー
8. ボブ
9. milk
10. トンネル
11. シャッター
12. ぬけがら
13. 夢見る隙間
14. あたしの向こう
15. 運命
16. ジェット
17. 花火
18. ドライヤー
19. 未来を拾いに
20. 恋愛ジャンキー
21. さよなランド

<特典映像> LLR7 backstage

### Disc2「Love Like Aloha vol.5」
1. 夢見る隙間
2. Loveletter
3. ボーイフレンド
4. オレンジな満月
5. キラキラ
6. 夢のダンス
7. KissHug
8. メドレー
  1. beat
  2. 彼の落書き
  3. あなたの唄
  4. 恋のスーパーボール
  5. カブトムシ
  6. エロティカ・セブン
  7. 運命
  8. 花火
9. どろぼう
10. be master of life
11. 鏡
12. あたしの向こう
13. シアワセ

<特典映像> LLP18 backstage